# Nele Neuhaus
Cornelia "Nele" Neuhaus (20 de juny del 1967, Münster, Westfalen) és una escriptora alemanya coneguda per les seues novel·les policíaques, les quals transcorren sobretot a la zona de Taunus (Alemanya, entre els estats de Renània-Palatinat i Hessen).

## Biografia
Nele Neuhaus (cognom de soltera: Löwenberg) nasqué al 1967 com a segona filla d'una família de quatre germans. Va créixer a Paderborn fins que als 11 anys es mudà amb la seua família a la zona del Taunus, quan el seu pare, Bernward Löwenberg, fou nomenat membre del parlament local del Main-Taunus-Kreises. Des de petita, Nele Neuhaus tenia afecció per l'escriptura.
Després de la secundària, Nele estudià dret i filologia alemanya, tot i que acabà deixant la carrera després d'uns semestres.

## Obra
L'any 2005 Nele Neuhaus publica el seu primer llibre, la novel·la negra Unter Haien. Es tracta de la història d'una inversora de banca alemanya a Nova York. Les bones crítiques rebudes, així com les entusiastes reaccions dels lectors li feren escriure una segona novel·la policíaca: Eine unbeliebte Frau. El 2008 la publicació d'Amics fins a la mort, la segona novel·la amb el duo de detectius Oliver von Bodenstein i Pia Kirchhoff, atragué l'editorial Ullstein, que li oferí un contracte. Al setembre de 2009 escrigué Tiefe Wunden, el tercer lliurament de la saga de detectives. Aquest llibre encapçalà en dues setmanes la llista de best-sellers a Alemanya.
El juny de 2010 isqué a la llum el quart lliurament de la saga Bodenstein i Kirchhoff amb el títol Blancaneu ha de morir, i continuà amb la línia reeixida dels anteriors llibres. Amb la nova novel·la assolí un èxit rotund en poc de temps: en Amazon ocupà el rang de vendes 2-4 en la categoria de “Crim i suspens” a Alemanya.
Aquestes novel·les policíaques han aconseguit unes vendes a l'entorn dels 660.000 exemplars i han estat traduïdes a 14 idiomes.
Nele Neuhaus és membre del sindicat d'autors de novel·les policíaques “Das Syndikat”.

### Novel·les
- Unter Haien. Monsenstein und Vannerdat, Münster 2005; überarbeitete Neuauflage: Prospero, Münster 2009, ISBN 978-3-941688-04-9[2]

De la col·lecció Bodenstein & Kirchhoff:
- Eine unbeliebte Frau. Monsenstein und Vannerdat, Münster 2006; List, Berlin 2009, ISBN 978-3-548-60887-7
- Mordsfreunde. Monsenstein und Vannerdat, Münster 2007; List, Berlin 2009, ISBN 978-3-548-60886-0
- Tiefe Wunden. List, Berlin 2009, ISBN 978-3-548-60902-7
- Schneewittchen muss sterben. List, Berlin 2010, ISBN 978-3-548-60982-9
- Wer Wind sät. Ullstein, Berlin 2011; Neuausgabe ebd. 2012, ISBN 978-3-548-28467-5
- Böser Wolf. Ullstein, Berlin 2012, ISBN 978-3-550-08016-6

### Literatura juvenil
- Das Pferd aus Frankreich. Monsenstein und Vannerdat, Münster 2007, ISBN 978-3-86582-440-0
- Elena – ein Leben für Pferde. Band 1: Gegen alle Hindernisse. Planet Girl, Stuttgart 2011, ISBN 978-3-522-50236-8
- Elena – ein Leben für Pferde. Band 2: Sommer der Entscheidung. Planet Girl, Stuttgart 2011, ISBN 978-3-522-50237-5
- Charlottes Traumpferd. Planet Girl, Stuttgart 2012, ISBN 978-3-522-50253-5

### Audiollibres (selecció)
- Schneewittchen muss sterben (escurçat), llegit per Julia Nachtmann. 5 Àudio-CD. Hörbuch Hamburg, 2011, ISBN 978-3-86909-061-0
- Tiefe Wunden (escurçat), llegit per Julia Nachtmann. 5 Àudio-CD. Hörbuch Hamburg, 2011, ISBN 978-3-86909-062-7
- Wer Wind sät (escurçat), llegit per Julia Nachtmann. 6 Àudio-CD. Hörbuch Hamburg, 2011, ISBN 978-3-89903-054-9